# Кузьмин, Андрей Илларионович
Андрей Илларионович Кузьмин (неверно Козьмин; прозвища Президент, Граф; 1880, Барановичи — 1920, Новониколаевск) — революционер, «президент» Красноярской республики (1905), помощник начальника Петроградского военного округа в 1917 году.

## Биография

### Ранние годы. Красноярская республика
Андрей Кузьмин родился в 1880 (или 1878) году в семье полковника (или подполковника) русской армии Иллариона Кузьмина. Окончил Киевский политехнический институт и начал работать на Санкт-Петербургской железной дороге. Призван в армию и направлен в лейб-гвардии Егерском полку, уволен в запас в звании прапорщика.
В 1904 году, в связи с русско-японской войной, Кузьмин вновь мобилизован и направлен в во 2-й резервный железнодорожный батальон. На фронт не попал, оказавшись сначала в Иркутске, а затем, с 3-й и 4-й ротами и штабом, — в Красноярске.
По мнению прокурора Красноярского окружного суда, первоначально солдатский бунт во 2-м батальоне был связан со злоупотреблениями командования. Нижние чины бунтовали ещё во время пребывания части в местечке Барановичи Минской губернии. Недовольство вызывали недостатки довольствия, белья и фуража, вызванные махинациями высших чинов. Рядовой состав жаловался на командира батальона, полковника В. И. Алтуфьева. Андрей Кузьмин в этом конфликте был на стороне солдат.
В Красноярске солдат батальона хотели направить на работу вместо  бастовавших рабочих, но в результате революционной пропаганды военнослужащие присоединились к восставшим в начале декабря 1905 года. Андрей Кузьмин возглавил солдатский комитет, затем ставший Советом солдатских депутатов. Батальон взял на себя поддержание порядка в образованной Красноярской республики, противодействуя не только царским властям, но и черносотенцам.
В политическим противостоянии Кузьмин оставался нейтрален: он не примкнул ни к одной из партий и выдвигал собственную программу: «…опираясь на вооружённую силу восставших рот, произвести выборы в Красноярское городское самоуправление на началах всеобщей, прямой, равной и тайной подачи голосов всего городского населения». Солдатам он отводил роль гарантов порядка без вовлечения их в политическую жизнь. В обвинительном акте было отмечено, что «грабежи, кражи совершенно отсутствовали за это время. Кузьмин действовал как офицер, не больше».
Своими принципами Кузьмин завоевал популярность не только среди своих подчинённых, но и других жителей Красноярска. Кузьмин пользовался известностью, однако руководство городом в его тени осуществляли социал-демократы во главе с Моисеем Урицким и эсеры.
О революционных событиях в Красноярске императору Николаю II доложили председатель совета министров С. Ю. Витте и командующий Сибирским военным округом генерал Николай Сухотин. Последний назвал лидером восставших прапорщика Кузьмина. Против бунтовщиков направили войска: первым в город в ночь с 23 на 24 декабря вошёл Омский полк, затем из Маньчжурии вернулся Красноярский полк.
Кузьмин увёл батальон в железнодорожные мастерские, где солдаты вместе с рабочими (более 500 и 227 человек соответственно) держали осаду до 3 января 1906 года. Когда было принято решение о сдаче, Кузьмин вместе с семью лидерами бунтовщиков скрылся.

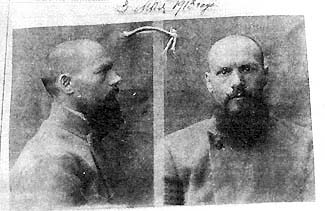
А. И. Кузьмин при аресте (1913)

### Эмиграция. 1917 год
Спасаясь от ареста, Кузьмин эмигрировал во Францию. Обосновался в Париже, где продолжил образование в Электротехнической школе. После этого работал инженером в фирме «Континенталь». О событиях 1905 года написал воспоминания, опубликовав их в 1909 году в эмигрантском эсеровском сборнике «Народное дело».
В апреле 1912 года Кузьмин, терзаемый сомнениями в правоте своих поступков, посетил Афон и беседовал с местными старцами, после чего вернулся в Российскую империю и сдался царским властям в Одессе. В августе в военном суде Иркутска над ним начался процесс (одним из трёх адвокатов был А. Ф. Керенский, не принимавший, однако, непосредственного участия в процессе). Итоговый приговор Кузьмину пересматривался трижды: первоначально он был приговорён к бессрочной каторге, затем — к смертной казни, и, наконец, по царской амнистии, — к 20 (по другим данным — к 4) годам каторги.
Кузьмин был досрочно освобождён после Февральской революции. В период двоевластия приехал в Петроград, где был назначен помощником начальника Петроградского военного округа по вопросам пропаганды среди солдат (6 мая — ноябрь 1917 года) — трижды исполнял обязанности главы округа. В этом качестве он руководил штурмом дворца Кшесинской, в котором был тогда штаб большевиков в июле 1917 года. Иосиф Сталин оставил свидетельство, что лично ездил уговаривать Кузьмина не применять силы и тот, обозвав его «штатским», нехотя согласился подождать. 27 августа Андрей Кузьмин стал помощником военного генерал-губернатора Петрограда.
25 октября Керенский, взяв с собою адъютанта Миллера и Кузьмина, ставшего с августа капитаном, бежал из Петрограда в Псков (в штаб генерала Краснова), затем в Гатчину. Здесь до 30 октября казаки бились с красногвардейцами, после чего Краснов и Кузьмин согласились на переговоры. После многочасового митинга Павел Дыбенко, приехавший со стороны большевиков, получил согласие на выдачу Керенского, но тот бежал. Воспользовался этой возможностью и Кузьмин.
В 1919 году Кузьмин был арестован колчаковцами в Омске, но бежал при их отступлении. В 1920 году в красноярской газете «Голос рабочего» сообщалось, что Андрей Кузьмин был задержан на станции Маньчжурия при попытке взрыва моста. По некоторым данным, Кузьмин умер от тифа в Новониколаевске (в настоящее время — Новосибирск) в 1920 году. Был амнистирован советским правительством за несколько дней до своей смерти.
Похоронен на кладбище Новосибирска.

## Произведения
- «Восстание в Красноярске» // Народное дело, № 4 (Париж, 1909)[10].